# Kaspars Vecvagars
Kaspars Vecvagars (ur. 3 sierpnia 1993 w Rydze) – łotewski koszykarz, reprezentant kraju, występujący na pozycjach rozgrywającego lub rzucającego obrońcy, obecnie zawodnik Chocalates Trapa Palencia.
1 sierpnia 2018 podpisał umowę z Kingiem Szczecin. 30 stycznia 2019 opuścił klub.
Jego ojciec, Arnis Vecvagars, również był koszykarzem, występującym w swojej karierze między innymi w Bobrach Bytom.
15 października 2019 dołączył do występującego w II lidze hiszpańskiej (LEB Oro) Chocalates Trapa Palencia.

## Osiągnięcia
Stan na 15 października 2019, na podstawie, o ile nie zaznaczono inaczej.
Drużynowe
- Mistrz:
  - Litwy (2014–2016)
  - Łotwy (2017)
- Zdobywca pucharu Litwy (2015)

Reprezentacja
- Wicemistrz Europy U–20 (2013)
- Brązowy medalista mistrzostw Europy U–18 (2010)
- Uczestnik mistrzostw:
  - Europy:
    - 2015 – 8. miejsce
    - U–16 (2008 – 10. miejsce, 2009 – 9. miejsce)

  - kwalifikacji do:
    - igrzysk olimpijskich (2016 – 4. miejsce)
    - mistrzostw:
      - świata (2017)
      - Europy (2012)

  - świata U–19 (2011 – 10. miejsce)
- Zaliczony do I składu mistrzostw Europy U–20 (2013)